# Бруктрі-Парк (Північна Дакота)
Бруктрі-Парк (англ. Brooktree Park) — переписна місцевість (CDP) в США, в окрузі Кесс штату Північна Дакота. Населення — 76 осіб (2020).

## Географія
Бруктрі-Парк розташоване за координатами 47°0′14″ пн. ш. 96°53′44″ зх. д. / 47.00389° пн. ш. 96.89556° зх. д. (47.003884, -96.895693).  За даними Бюро перепису населення США в 2010 році переписна місцевість мала площу 0,46 км², уся площа — суходіл.

## Демографія
Згідно з переписом 2010 року, у переписній місцевості мешкало 80 осіб у 27 домогосподарствах у складі 22 родин. Густота населення становила 176 осіб/км².  Було 29 помешкань (64/км²).
Расовий склад населення:
| - 95,0 % — білих - 1,3 % — азіатів |

До двох чи більше рас належало 3,8 %. Частка іспаномовних становила 0,0 % від усіх жителів.
За віковим діапазоном населення розподілялося таким чином: 31,2 % — особи молодші 18 років, 57,5 % — особи у віці 18—64 років, 11,3 % — особи у віці 65 років та старші. Медіана віку мешканця становила 39,0 року. На 100 осіб жіночої статі у переписній місцевості припадало 116,2 чоловіків;  на 100 жінок у віці від 18 років та старших — 129,2 чоловіків також старших 18 років.
Цивільне працевлаштоване населення становило 18 осіб. Основні галузі зайнятості: транспорт — 55,6 %, освіта, охорона здоров'я та соціальна допомога — 44,4 %.